# Héctor Estrada Choque
Héctor Darío Estrada Choque (Juli, 5 de abril de 1948),  es un ingeniero agrónomo, abogado y político peruano. Fue vicepresidente del Gobierno Regional de Puno entre 2015 a 2018 durante la gestión del presidente regional Juan Luque Mamani. Además fue alcalde de la provincia de Chucuito entre 2003 a 2006.

## Biografía
Nació en Juli, Perú, hijo de Héctor Estrada Serrano y Blanca Choque de Estrada. Es hermano de Aldo Estrada Choque quien fue congresista y diputado por Puno. Hizo sus estudios primarios en la Escuela Primaria 890 y los secundarios en el Colegio Nacional de Chucuito ambos en la ciudad de Juli.  Entre marzo de 1967 y noviembre de 1971 estudió agronomía y luego, entre 1980 y 1984, estudió derecho, ambas carreras en la Universidad Nacional San Antonio Abad.

## Carrera política
Se inicia su actuación política postulando como candidato a alcalde de la provincia de Chucuito en las elecciones municipales de 1983 por el Frente Nacional de Trabajadores y Campesinos. Fue elegido como regidor de la provincia de Puno en las elecciones municipales de 1995 por el Movimiento Puno Unido. En las elecciones municipales de 1998 tentó su elección como alcalde provincial de Puno sin éxito. En las elecciones generales del 2000 tentó su elección como congresista por Unión por el Perú sin éxito. En las elecciones municipales de 2002 fue elegido como alcalde provincial de Chucuito. Tentó su reelección en las elecciones municipales del 2006 y del 2010 sin éxito. En las elecciones regionales del 2014 fue elegido como vicepresidente del Gobierno Regional de Puno junto con el presidente Juan Luque Mamani.